# Anisölbrenner
Anisölbrenner ist ein alter, heute nicht mehr vorkommender Beruf.
Anisölbrenner gewannen Anisöl, das ätherische Öl aus den Anissamen (Pimpinella anisum), durch Wasserdampfdestillation. Er war typisch für die Gegenden, in denen viel und hochwertiger Anis angebaut wurde (Bad Langensalza, Erfurt, Mühlhausen und Magdeburg). Das Öl schmeckt und riecht süß wie Anis, ist von gelber Farbe und wurde zur Herstellung von Medikamenten, Likören, Parfüms, Toilettenseife und als Gewürz verwendet. Anisöl hat einen hohen Anetholgehalt.
Anisöl wurde durch das industriell hergestellte Anethol verdrängt, welches Hauptbestandteil von Anisöl ist.